# راشي
رابي شلومو يتسحاقي (بالعبرية: רבי שלמה יצחקי) المعروف بالاختصار راشي (بالعبرية: רש"י) (22 من فبراير 1040 ـ 13 من يوليو 1105)، هو حاخام فرنسي من العصور الوسطى، تعد إسهاماته الأهم بين اليهود الإشكناز في دراسة التوراة. اشتهر بكتابة تفسير شامل للتلمود، بالإضافة إلى تفسير شامل للتاناخ. يُعتبر راشي "كأب" لكل التفسيرات التي تلت تفسيره للتلمود (اصحاب الاضافات والتناخ (رمبن، ابن عزرا، حاييم بن عطار).
كما اشتهر بقدرته على تقديم المعنى الأساسي للنص بطريقة موجزة وواضحة مخاطبًا كلًا من المتعلمين والعلماء والمبتدئين، كما أن أعماله ما تزال تشكل محورًا للدراسات اليهودية المعاصرة. وقد أدرجت تفسيراته للتلمود التي غطت أغلب التلمود البابلي (30 بابًا (tractates)) في كل نسخة في التلمود منذ أن قام بطباعتها دانيا بومبيرغ (Daniel Bomberg) لأول مرة في عشرينيات القرن الخامس عشر. تفسيراته للتاناخ ـ وبالأخص تفسيراته حوماش (חומש) («كتب موسى الخمسة») ـ تساعد بشكل لا غنى عنه طلاب جميع المراحل. ويشكل التفسير الأخير وحده مرجعًا لأكثر من 300 «تفسير مفصل» والتي تحلل اختيار راشي للغة والاستشهادات التي صاغها بعض أكبر الأسماء في الأدب الحاخامي.
اشتق لقب راشي (يتسحاقي) من اسم والده (يتساقي). وأحيانًا يتم تمديد الاختصار بشكل مجازي ليكون «راب شيل يسرائيل» (معلم إسرائيل)، أو «رابنو شييحيه» (عاش حاخامنا). وربما تم الاستشهاد به في العبرية والنصوص الآرامية «ابن الحاخام يتسحاقي» («شلومو ابن يتسحاقي» «شلومو يتسحاقي» وغير ذلك.
نجا راشي وعائلته من اندلاع معاداة السامية عندما كان في سن 45 ؛ ولكن الكثير من أساتذته الذين كانوا من أعظم حكماء اليهود الإشكناز لم ينجوا من معاداة السامية. بعدما قام الصليبيون بحرق مدرسة يوشعوفز في مدينة مينز ومدينة ورمز، أسس راشي مدرسة ناجحة في مدينة ترويس ظلت لأجيال (وحتى الحملة الصليبية الثانية). ناظر راشي ومعلمو مدرسة يوشعوفز المجتمع في مدينة سبيير (Speyer) التي تم أيضًا إحراقها في حياته.

## وصلات خارجية
- راشي على موقع الموسوعة البريطانية (الإنجليزية)

### الموارد
- Technique and methodology
  - rashiyomi.com
- Full text resources and translation
  - Complete Tanach with Rashi
  - Chumash with Rashi (Judaica Press translation)
  - Chumash with Rashi (Metsudah translation)
- Textual Search
  - Lookup Verses, rashiyomi.com
  - Lookup Verses, tachash.org
  - Complete Rashi script

### ويكي مصدر
- Chisholm, Hugh, ed. (1911). "Encyclopædia Britannica". Encyclopædia Britannica (بالإنجليزية) (11th ed.). Cambridge University Press.